# Parque de la Cabecera

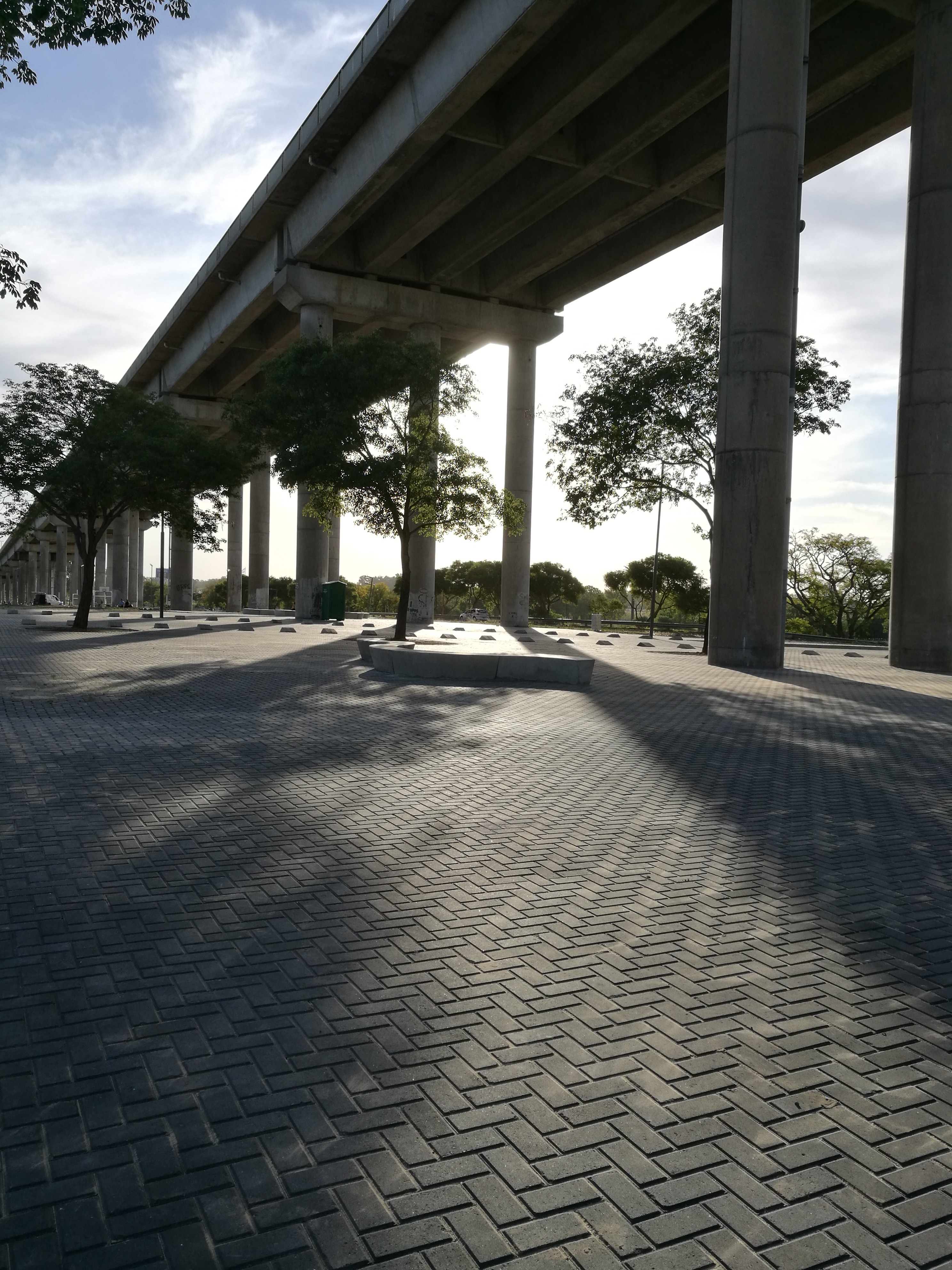
Playón de adoquines del parque debajo del puente Rosario-Victoria

El parque de la Cabecera es un parque público metropolitano situado en territorio limítrofe entre la ciudad de Rosario y Granadero Baigorria en la provincia de Santa Fe, Argentina.
Está emplazado debajo del Puente Nuestra Señora del Rosario, delimitado por la Avenida “Los Plátanos” (Granadero Baigorria) al norte, el río Paraná al este, la colectora sur de Avenida de Circunvalación 25 de Mayo al sur y el nudo intercambiador de Bulevar Rondeau y Avenida San Martín (ex Ruta Nacional 11 (Argentina)) (Rosario) al oeste.
El mismo abarca un total de 10 hectáreas de uso público y cuenta con plataformas deportivas, forestación autóctona preservando la biodiversidad de la zona, un sistema de playones y recorrido peatonal de adoquines de hormigón intertrabado, un circuito exclusivo de ciclismo y maratón, sectores de estacionamiento, alumbrado público, bancos, cestos, bebederos, topellantas, mobiliario deportivo y recreativo, bicisendas y de señalización, entre otras obras de infraestructura.
El sistema vial que atraviesa el parque permite la continuidad hacia el norte del actual recorrido costero de Avenida Carrasco de la ciudad de Rosario en el barrio La Florida. 